# 开姆尼茨河
开姆尼茨河（德语：Chemnitz）是德國的河流，位於薩克森自由州，屬於茨維考穆爾德河的右支流，河道全長75公里，流域面積533平方公里，河口處在韦克瑟尔堡附近。
50°59′15″N 12°46′28″E / 50.98750°N 12.77444°E